# Dictyna bellans
Dictyna bellans är en spindelart som beskrevs av Chamberlin 1919. Dictyna bellans ingår i släktet Dictyna och familjen kardarspindlar. Utöver nominatformen finns också underarten D. b. hatchi.